# André-Joseph Lafitte-Clavé

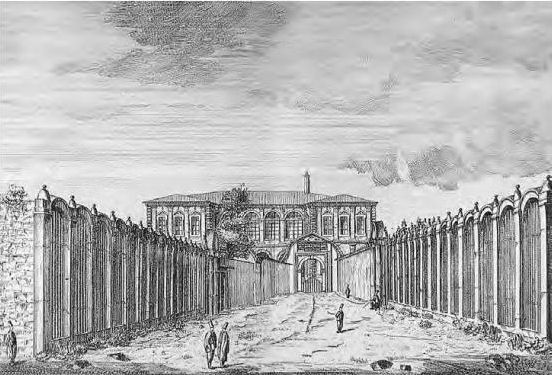
Imperiale scuola di ingegneria Muhendishane, in Tableau des nouveaux reglemens de l'Empire Ottoman di Mahmoud Rayf Efendi, Costantinopoli, 1789.

André-Joseph Lafitte-Clavé, noto anche come André-Joseph de Lafitte, (Clavé, 1740 – Perpignano, 1794), è stato un militare francese del genio. Divenne colonnello il 1º aprile 1791 e maresciallo di campo il 25 ottobre 1792. Si era laureato alla Ecole royale du génie de Mézières ingegnere militare.

## Biografia
Egli è noto soprattutto per la sua partecipazione ad una missione francese nell'Impero ottomano sotto Luigi XVI (1784-1788). La missione, dal 1783, lo portò nell'Impero Ottomano per addestrare i turchi alla guerra navale e alla costruzione di fortificazioni militari. Fino alla Rivoluzione francese nel 1789, circa 300 ufficiali francesi di artiglieria e ingegneri militari erano attivi nell'impero ottomano allo scopo di modernizzare e addestrare le unità di artiglieria.
Dal 1784, André-Joseph Lafitte-Clavé e Joseph-Monnier de Courtois eseguirono i progetti per la nuova scuola di ingegneria turca Mühendishâne-i Humayun istituita dal Gran visir Halil Hamid Pascià. Vennero usati libri di testo, per lo più francesi, per l'insegnamento di matematica, astronomia, ingegneria, armi, tecniche di guerra e di navigazione.
Gli esperti francesi dovettero lasciare nel 1788, come condizione del trattato di pace tra Russia e Turchia.  Alcuni tornarono a Costantinopoli, ma alla fine tutti gli istruttori dovettero partire con la fine dell'alleanza franco-ottomana nel 1798.